# Nissan Gloria
La Prince/Nissan Gloria è un'autovettura di medio-alta gamma prodotta dalla casa automobilistica giapponese Prince Motor Company dal 1959 al 1967. Nel 1967 la Prince fu acquistata dalla casa automobilistica giapponese Nissan Motor, che continuò a produrre la Gloria fino al 2004 con il proprio marchio sebbene la Nissan avesse già un proprio modello dalle caratteristiche simili, la Nissan Cedric. In totale, ne furono realizzate undici serie.
A differenza dei modelli più piccoli della Nissan, la Gloria non è mai stata offerta con il marchio Datsun, ma sempre come Nissan. Originariamente basata sulla Prince Skyline, la Gloria è stato un modello gemello della Nissan Cedric dal 1971 fino al 2004, quando entrambi i modelli furono sostituiti dalla Nissan Fuga.

## La prima serie (BLSI): 1959-1963
Nel febbraio 1959 fece il suo debutto la prima serie della Gloria, che era sostanzialmente una Prince Skyline tecnicamente invariata ma con un allestimento più lussuoso. Era a trazione posteriore e motore anteriore, mentre il cambio era manuale a quattro rapporti. L'unica carrozzeria offerta era berlina quattro porte. L'unica motorizzazione offerta era un propulsore a benzina a quattro cilindri in linea da 1,9 L di cilindrata e 80 CV di potenza, potenza che salì a 94 CV dal 1961.

## La seconda serie (S40/W40): 1962-1967

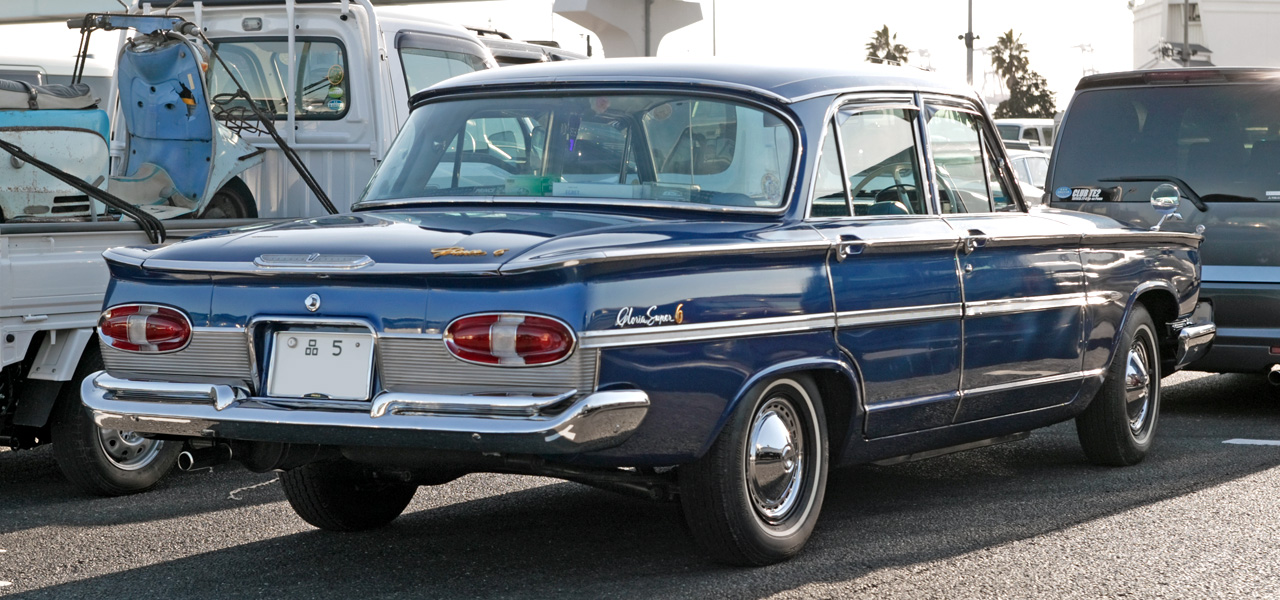
Il retro di una Prince Gloria Super 6 versione berlina seconda serie

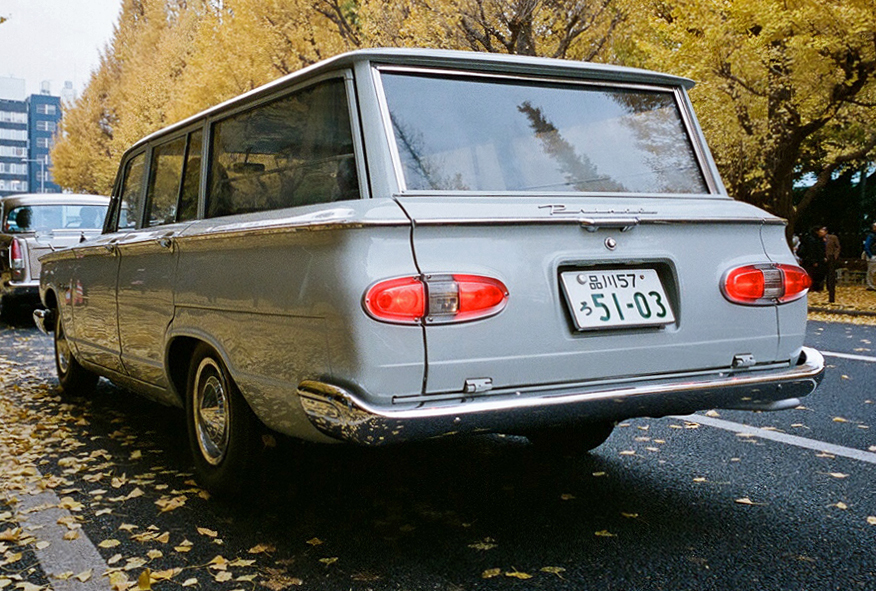
Il retro di una Prince Gloria familiare seconda serie

Nell'autunno del 1962 la Prince lanciò la seconda serie della Gloria, che aveva un passo più lungo rispetto alla Prince Skyline. Questa seconda serie di Gloria era offerta con carrozzeria berlina quattro porte e familiare cinque porte. Le sospensioni posteriori erano a Ponte De Dion. Era a trazione posteriore e motore anteriore, mentre il cambio era manuale a quattro rapporti.
Le motorizzazioni offerte, tutte a benzina, erano composte da un propulsore a quattro cilindri in linea da 1,9 L di cilindrata e 96 CV di potenza, da un motore (offerto a partire dal 1963) a sei cilindri in linea da 2 L e 106 CV (i modelli che montavano quest'ultimo motore erano chiamati Gloria 6 Deluxe e Gloria Super 6). Dal 1964 fu aggiunta alla gamma la Grand Gloria, avente installato un motore a sei cilindri in linea da 2,5 litri e 134 CV.

## La terza serie (A30/A130): 1967-1971

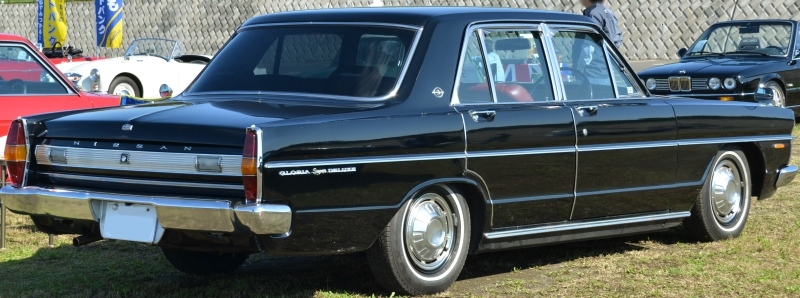
Il retro di una Nissan Gloria Super Deluxe versione berlina terza serie

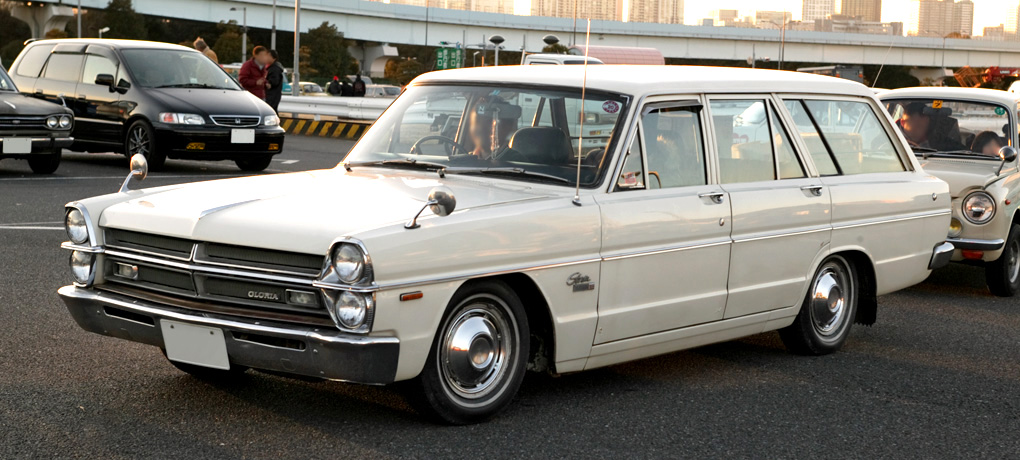
Una Nissan Gloria Van Deluxe familiare terza serie

Nell'aprile 1967 venne lanciata sui mercati la terza serie della Gloria, ancora sviluppata dalla Prince, ma ora marchiata Nissan. L'assale posteriore a Ponte De Dion lasciò il posto a un semplice assale rigido, mentre la linea della carrozzeria venne ridisegnata in modo più moderno, in linea con i gusti dell'epoca. Anche questa terza serie di Gloria era offerta con carrozzeria berlina quattro porte (negli allestimenti Gloria, Gloria Super 6 e Gloria Super Deluxe) e familiare cinque porte (Gloria Van e Van Deluxe). Era a trazione posteriore e motore anteriore, mentre il cambio era manuale a quattro rapporti oppure automatico a tre marce. 
Le motorizzazioni offerte, tutte a benzina, erano composte da un propulsore a quattro cilindri in linea da 2 L di cilindrata e 99 CV di potenza, da un motore a sei cilindri in linea da 2 L e 106 CV (i modelli che montavano quest'ultimo motore erano chiamati Gloria 6 Deluxe e Gloria Super 6) e da un motore a sei cilindri in linea da 2 L e 123 CV. 

## La quarta serie (A230): 1971-1975

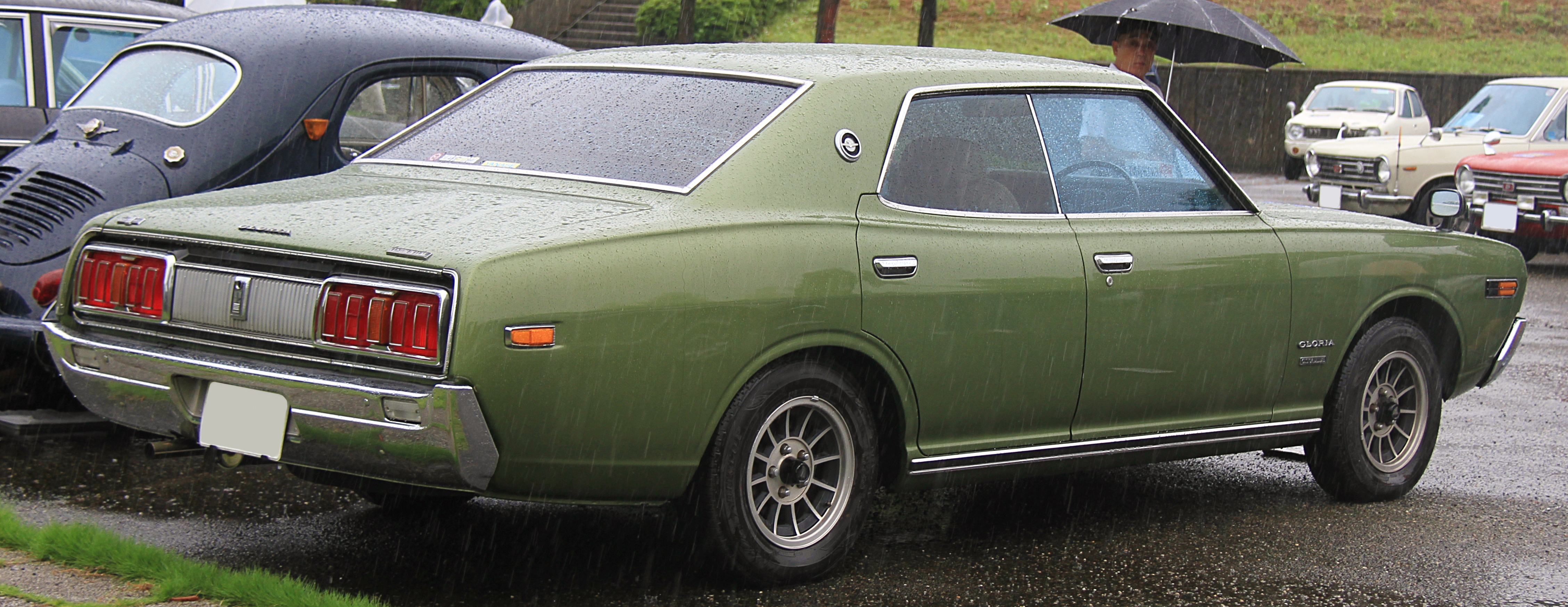
Il retro di una Nissan Gloria versione berlina quarta serie

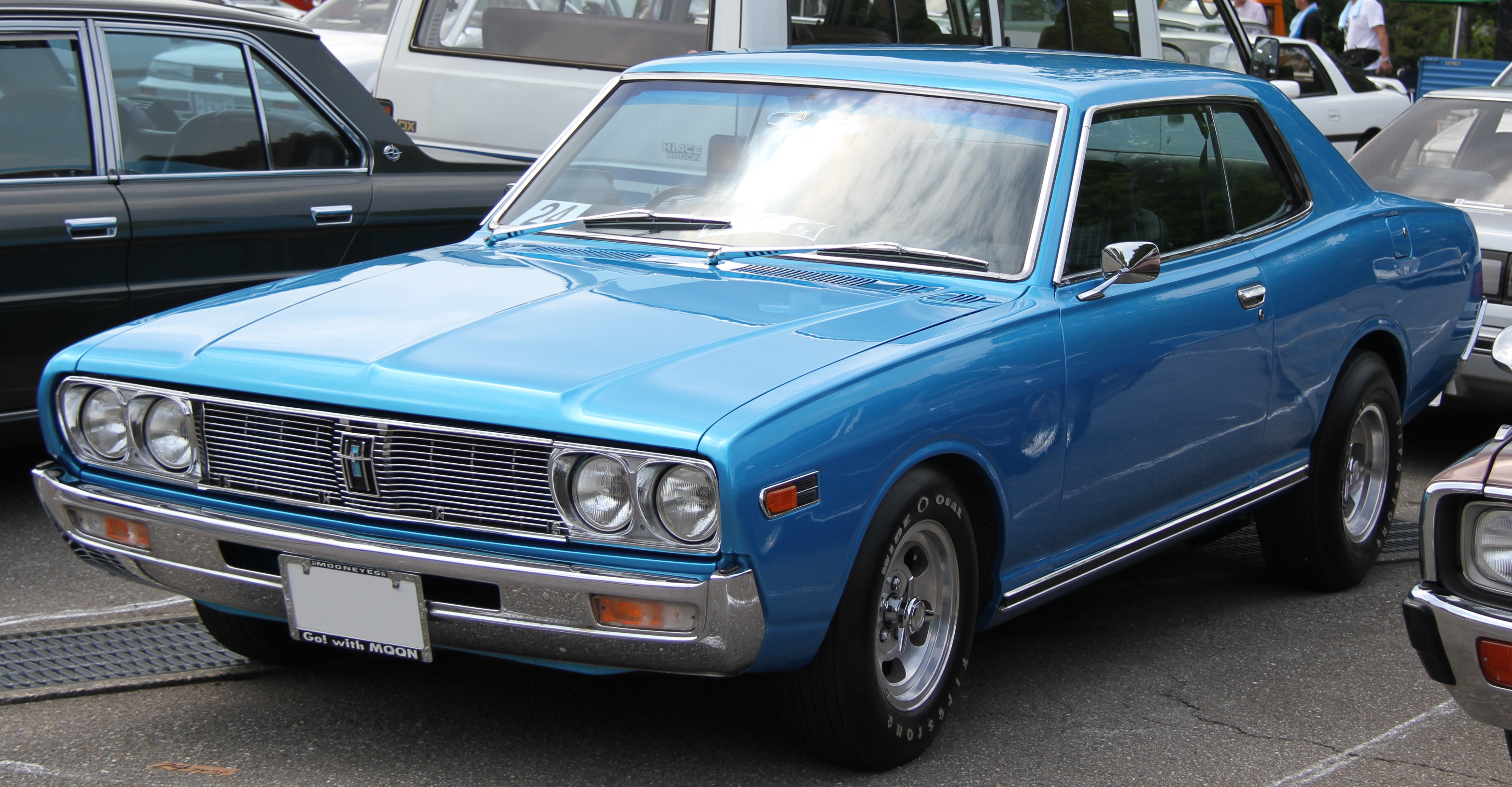
Una Nissan Gloria versione coupé quarta serie

Nel 1971 fu lanciata sui mercati la quarta serie della Gloria. A partire da questa serie la Gloria e la Cedric iniziarono a condividere la base tecnica comune, le differenze si limitarono solo all'aspetto esterno. Mentre la Cedric veniva esportata anche in Europa come Datsun 200/240/260/280 C, la Gloria era riservato solo al mercato interno giapponese. Questa quarta serie di Gloria era offerta con carrozzeria berlina quattro porte, familiare cinque porte e coupé due porte. Era a trazione posteriore e motore anteriore, mentre il cambio era manuale a quattro o cinque rapporti oppure automatico a tre marce. 
Le motorizzazioni a benzina offerte erano composte da un propulsore a quattro cilindri in linea da 2 L di cilindrata e 99 CV di potenza, da un motore a sei cilindri in linea da 2 L e 123 CV e da un motore a sei cilindri in linea da 2,6 L e 160 CV. Era anche offerto un motore Diesel a quattro cilindri in linea da 2 L e 60 CV.

## La quinta serie (A330/331/332): 1975-1979

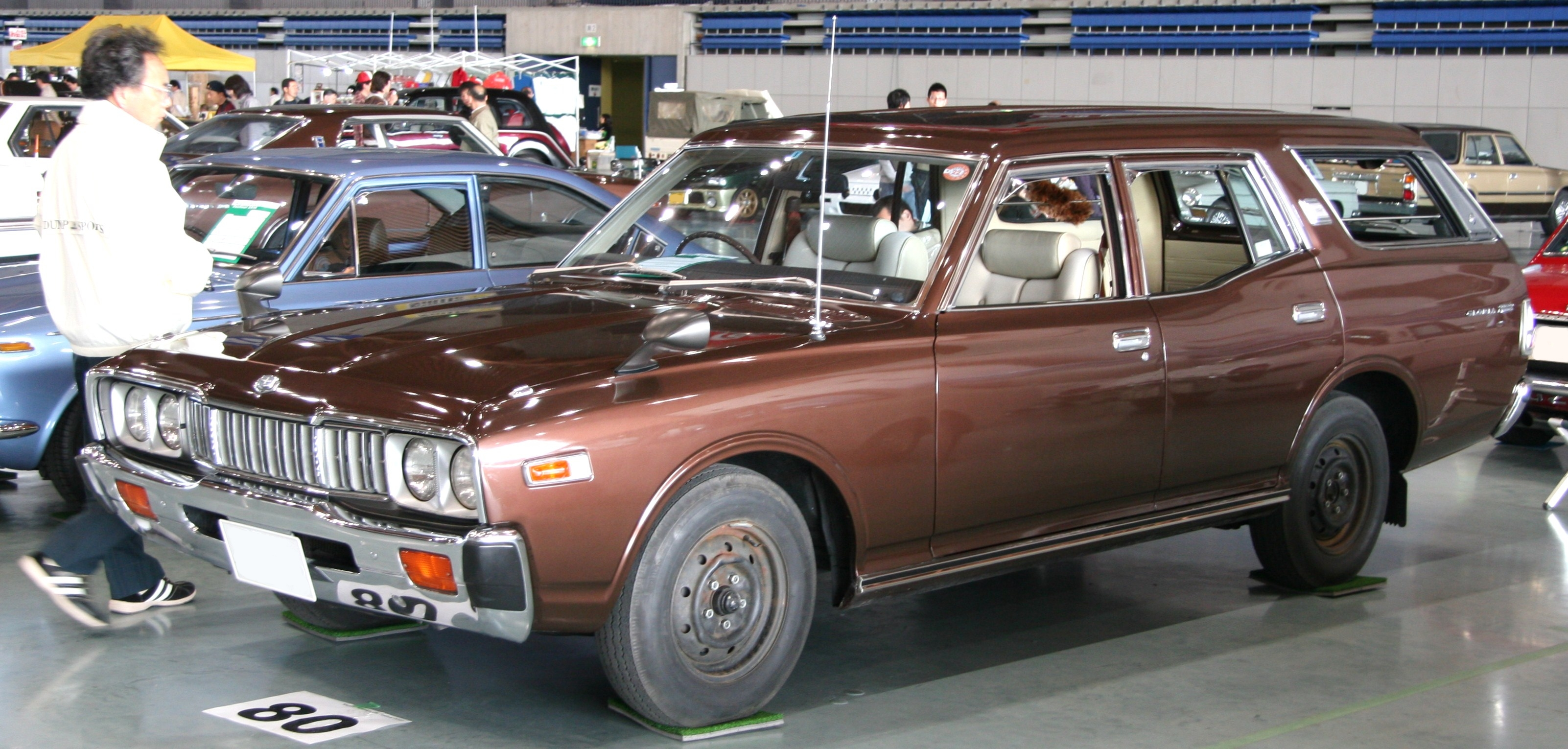
Una Nissan Gloria versione familiare quinta serie

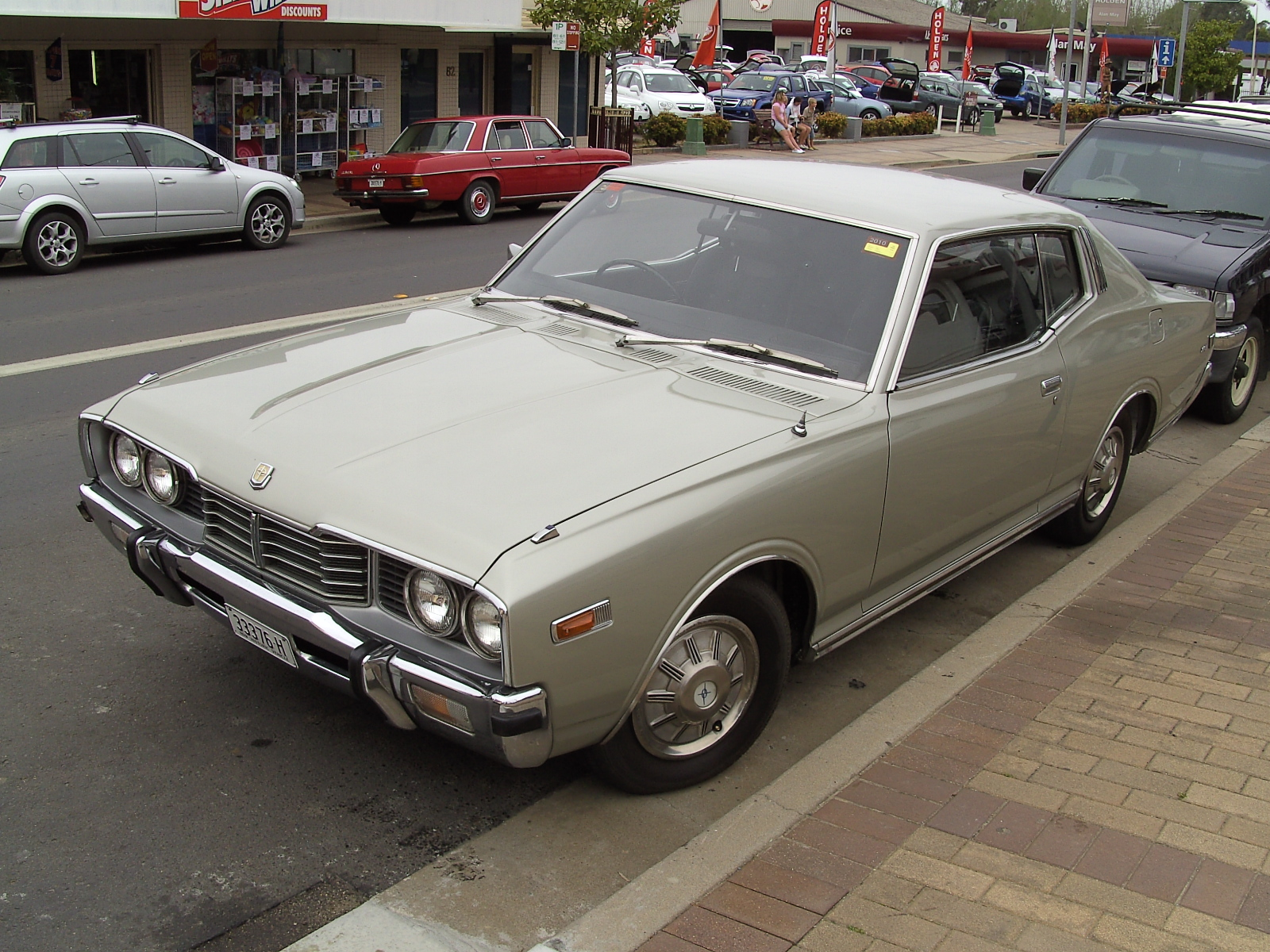
Una Nissan Gloria versione coupé quinta serie

Nel luglio del 1975 venne lanciata sui mercati la nuova generazione di Gloria, disponibile con carrozzeria berlina quattro porte, familiare cinque porte e coupé due porte. Era a trazione posteriore e motore anteriore, mentre il cambio era manuale a quattro o cinque rapporti oppure automatico a tre marce.  
Le motorizzazioni a benzina offerte erano composte da un propulsore a quattro cilindri in linea da 2 L di cilindrata e 99 CV di potenza (disponibile anche a iniezione elettronica), da un motore a sei cilindri in linea da 2 L e 123 CV (anch'esso disponibile anche a iniezione elettronica) e da un motore a sei cilindri in linea da 2,8 L e 143 CV (anch'esso disponibile anche a iniezione elettronica). Era anche offerto un motore Diesel a quattro cilindri in linea da 2,2 L e 64 CV.

## La sesta serie (A430): 1979-1983

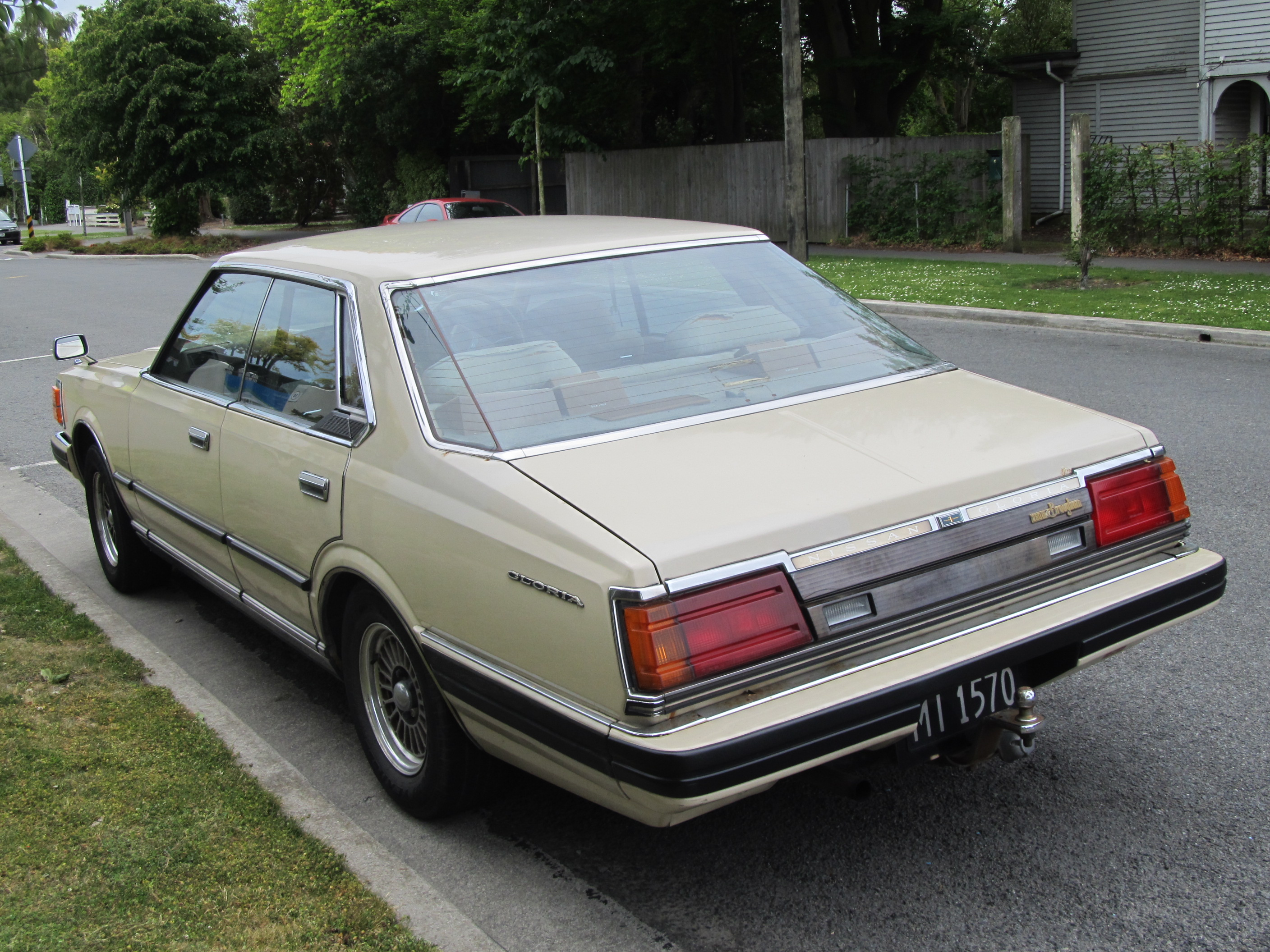
Il retro di una Nissan Gloria versione berlina sesta serie

Nel 1979 fu lanciata sui mercati la sesta generazione di Gloria, avente una linea più angolare. Una novità rispetto alla generazione precedente fu quello dell'utilizzo dell'elettronica per il controllo del motore (il cosiddetto sistema ECCS). Era disponibile solo con carrozzeria berlina quattro porte e familiare cinque porte, mentre la coupé due porte fu tolta dall'offerta. Era a trazione posteriore e motore anteriore, mentre il cambio era manuale a quattro o cinque rapporti oppure automatico a tre o quattro marce.
Le motorizzazioni a GPL offerte erano composte da un propulsore a quattro cilindri in linea da 2 L di cilindrata e 88 CV di potenza e da un motore a sei cilindri in linea da 2 L e 109 CV. I motori a benzina disponibili erano un propulsore a sei cilindri in linea da 2 L e 123 CV (disponibile anche a iniezione elettronica), un motore sovralimentato da 2 L e 143 CV e da un motore a sei cilindri in linea da 2,8 L e 143 CV (solo disponibile a iniezione elettronica). Era anche offerti tre motori Diesel, per la precisione un propulsore a quattro cilindri in linea da 2 L e 59 CV, un motore a quattro cilindri in linea da 2,2 L e 64 CV, e un motore a sei cilindri in linea da 2,8 L e 90 CV.

## La settima serie (Y30): 1983-1987

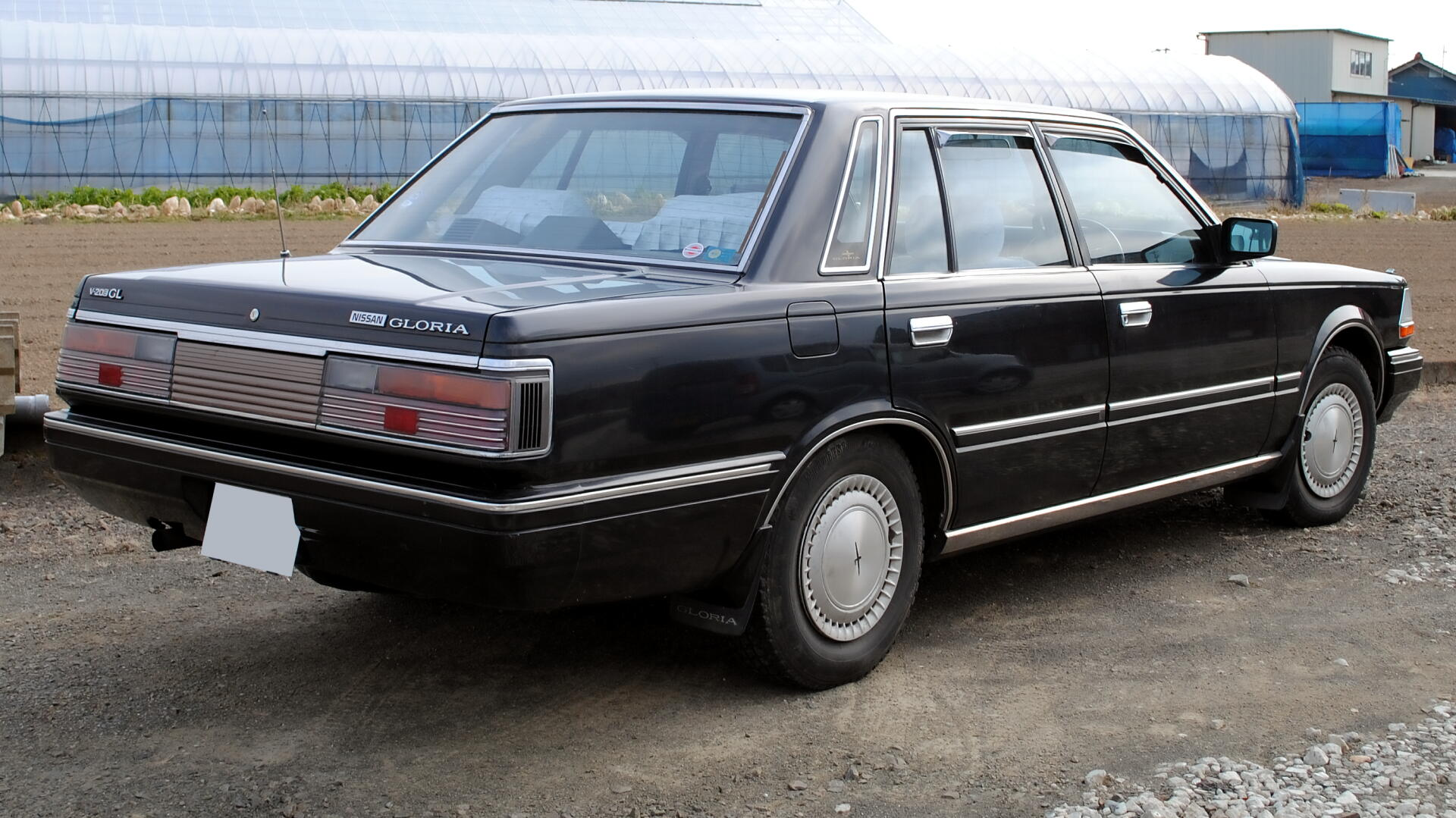
Il retro di una Nissan Gloria versione berlina settima serie

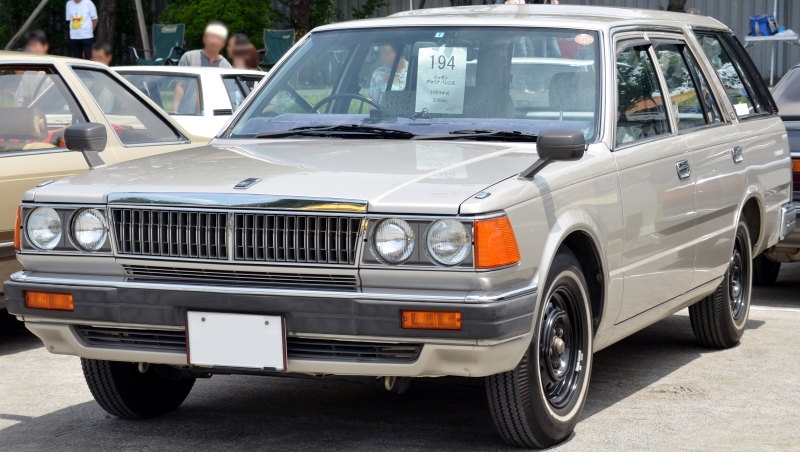
Una Nissan Gloria versione familiare settima serie

Nel giugno 1983 fu lanciata sui mercati la nuova serie del modello. Era disponibile con carrozzeria berlina quattro porte e familiare cinque porte. Mentre la berlina continuò ad essere offerta, ogni volta aggiornata, anche per le generazioni successive, la familiare di questa generazione di Gloria rimase l'ultima e non fu più aggiornata rimanendo in produzione fino al 1999. Le generazioni successive furono infatti offerte solo in versione berlina. Anche questa generazione di Gloria era a trazione posteriore e motore anteriore, mentre il cambio era manuale a quattro rapporti oppure automatico a quattro o cinque marce.
L'unica motorizzazione a GPL offerta era un propulsore a sei cilindri in linea da 2 L di cilindrata e 109 CV di potenza. I motori a benzina disponibili erano un propulsore a quattro cilindri in linea da 2 L e 101 CV, un motore V6 da 2 L e 113 CV (la cui versione sovralimentata produceva 170 CV), da un motore V6 da 3 L e 146 CV (disponibile anche a iniezione elettronica che produceva 153 CV e in versione sovralimentata da 197 CV). Era anche offerti tre motori Diesel, per la precisione un propulsore a quattro cilindri in linea da 2,3 L e 73 CV, un motore a sei cilindri in linea da 2,8 L e 90 CV, e un motore a sei cilindri in linea da 2,8 L e 99 CV.

## L'ottava serie (Y31): 1987-1991

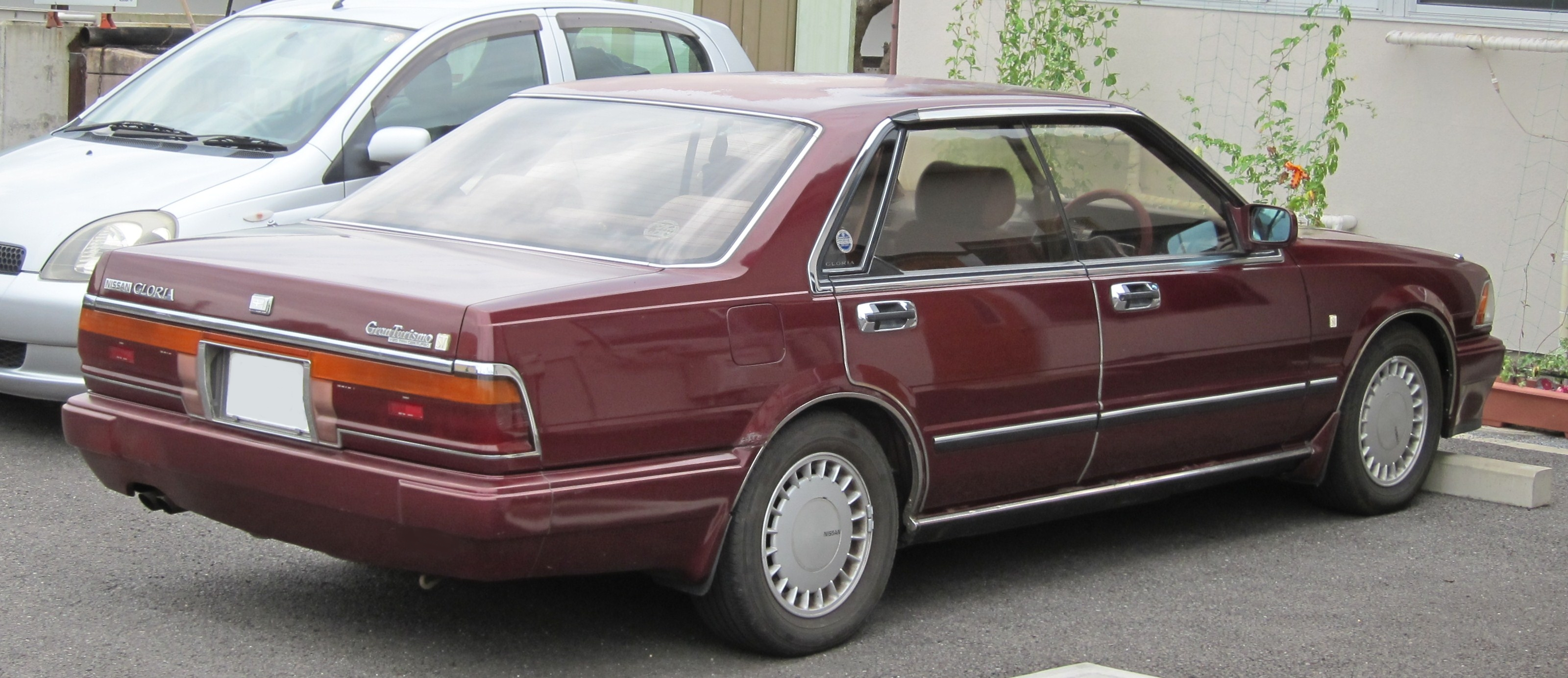
Il retro di una Nissan Gloria ottava serie

Nel giugno 1987 fu lanciata sui mercati l'ottava generazione del modello, che debuttò con carrozzerie modernizzate. Era disponibile solo con carrozzeria berlina quattro porte. Anche questa generazione di Gloria era a trazione posteriore e motore anteriore, mentre il cambio era manuale a quattro o cinque rapporti oppure automatico a quattro o cinque marce.
Le motorizzazioni a benzina offerte erano composte da un propulsore motore V6 a iniezione elettronica da 2 L di cilindrata e 153 CV di potenza, da un motore V6 sovralimentato con distribuzione con doppio albero a camme in testa da 2 L e 207 CV e da un motore V6 da 3 L e 146 CV (disponibile anche a iniezione elettronica che produceva 153 CV e in versione sovralimentata da 197 CV). Era anche offerto un motore Diesel a sei cilindri in linea da 2,8 L e 99 CV.

## La nona serie (Y32): 1991-1995

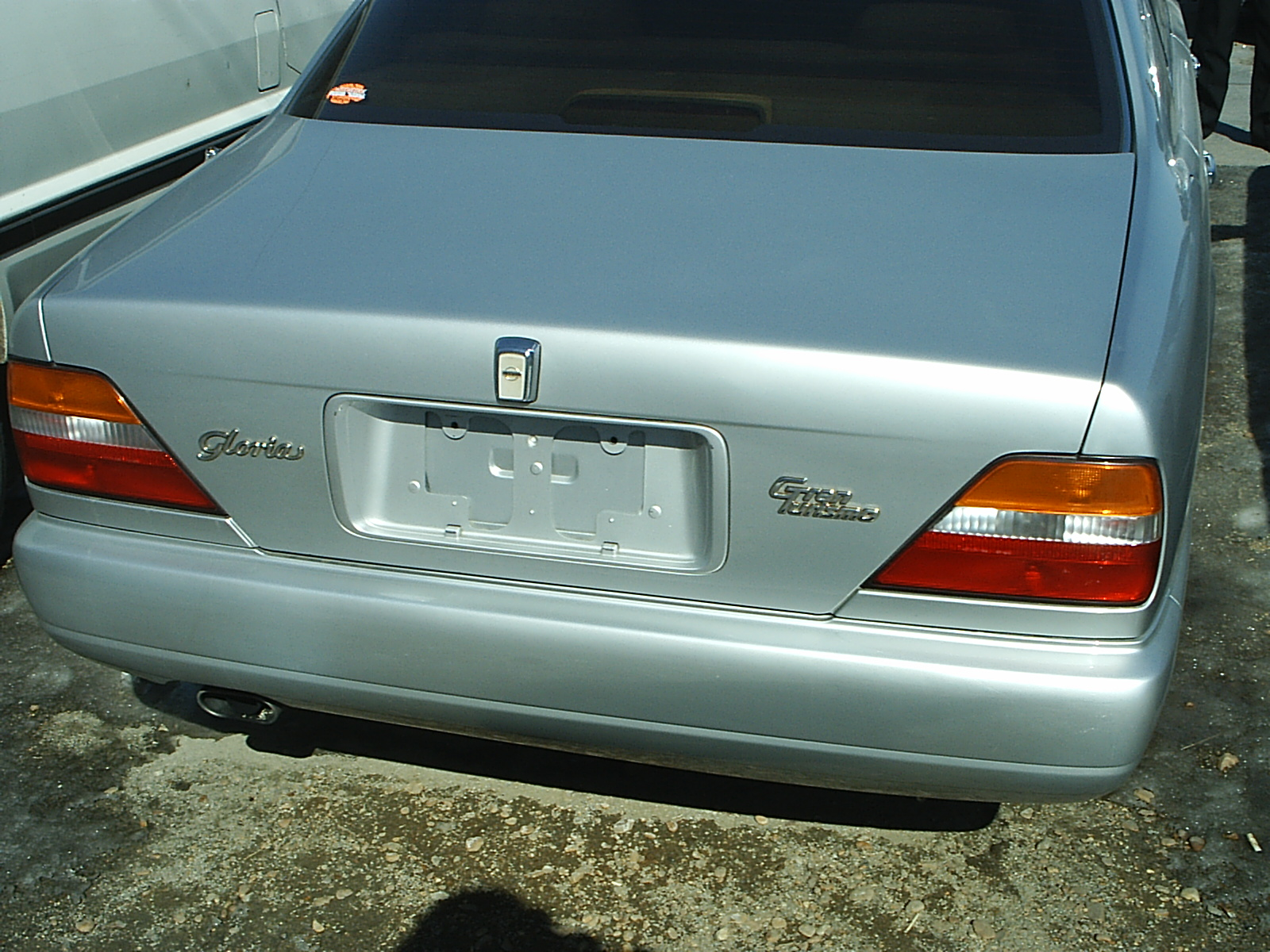
Il retro di una Nissan Gloria nona serie

Nel giugno 1991 fu lanciata sui mercati la nona generazione del modello. Era disponibile solo con carrozzeria berlina quattro porte. Anche questa generazione di Gloria era a trazione posteriore e motore anteriore, mentre il cambio era solo automatico a quattro o cinque marce. La parte anteriore con i doppi fanali ricordava quella dei modelli Bentley.
Le motorizzazioni a benzina offerte erano composte da un propulsore motore V6 a iniezione elettronica da 2 L di cilindrata e 153 CV di potenza e da un motore V6 a iniezione elettronica da 3 L e 153 CV (disponibile anche in versione a 24 valvole da 190 CV e in versione sovralimentata da 197 CV). Era anche offerto un motore Diesel a sei cilindri in linea da 2,8 L e 99 CV.

## La decima serie (Y33): 1995-1999

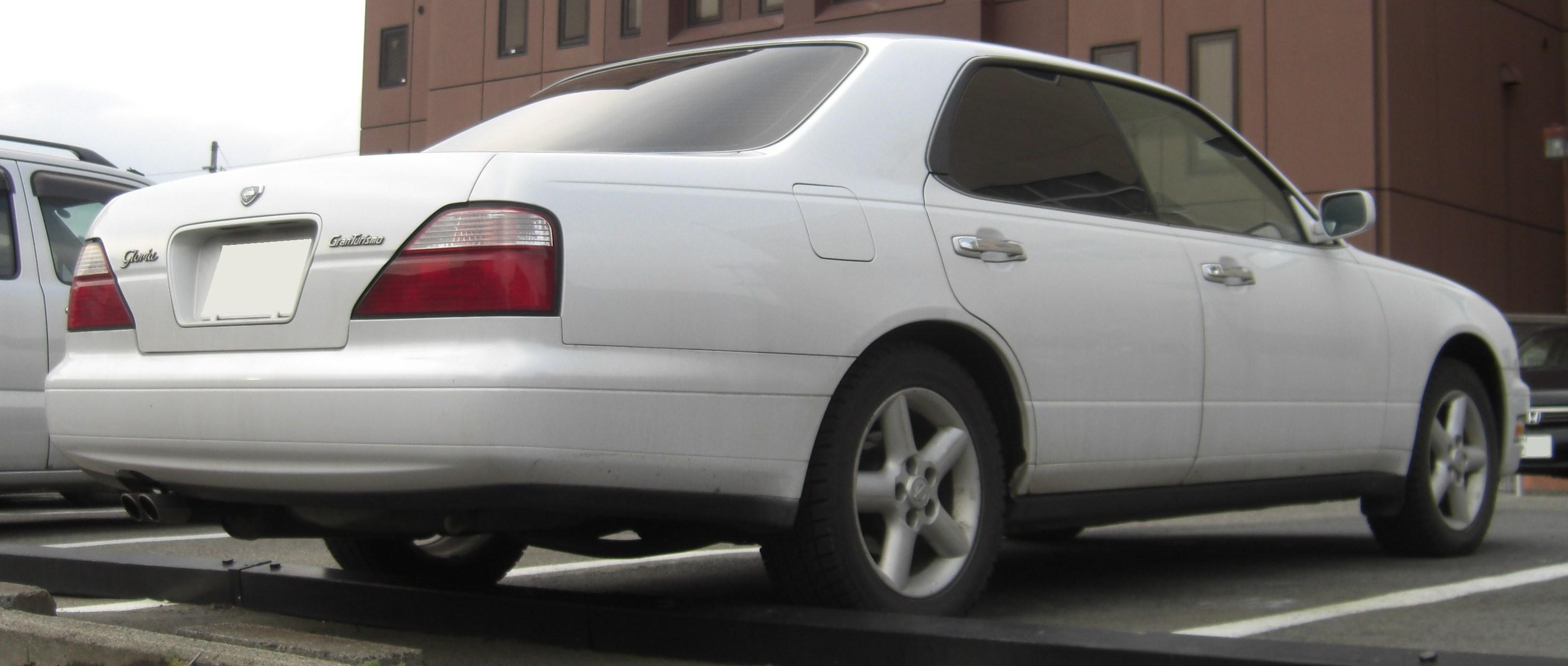
Il retro di una Nissan Gloria decima serie

Nel giugno 1995 fu lanciata sui mercati la decima generazione del modello, che debuttò con carrozzerie modernizzate. Come per la serie precedente, la parte anteriore con i doppi fanali ricordava quella dei modelli Bentley, mentre la parte posteriore ricordava la contemporanea Mercedes Classe S. Era disponibile solo con carrozzeria berlina quattro porte. Questa generazione di Gloria era a trazione posteriore oppure integrale, e a motore anteriore, mentre il cambio era solo automatico a quattro o cinque marce.
Le motorizzazioni a benzina offerte erano composte da un propulsore motore V6 a iniezione elettronica da 2 L di cilindrata e 148 CV di potenza, da un motore V6 a iniezione elettronica da 2,5 L e 190 CV, da un motore a sei cilindri in linea a iniezione elettronica sovralimentato da 2,5 L e 245 CV, da un motore V6 a iniezione elettronica da 3 L e 189 CV, e da un motore V6 a iniezione elettronica sovralimentato da 3 L e 276 CV. Era anche offerto un motore Diesel a sei cilindri in linea da 2,8 L e 99 CV.

## L'undicesima serie (Y34): 1999-2004

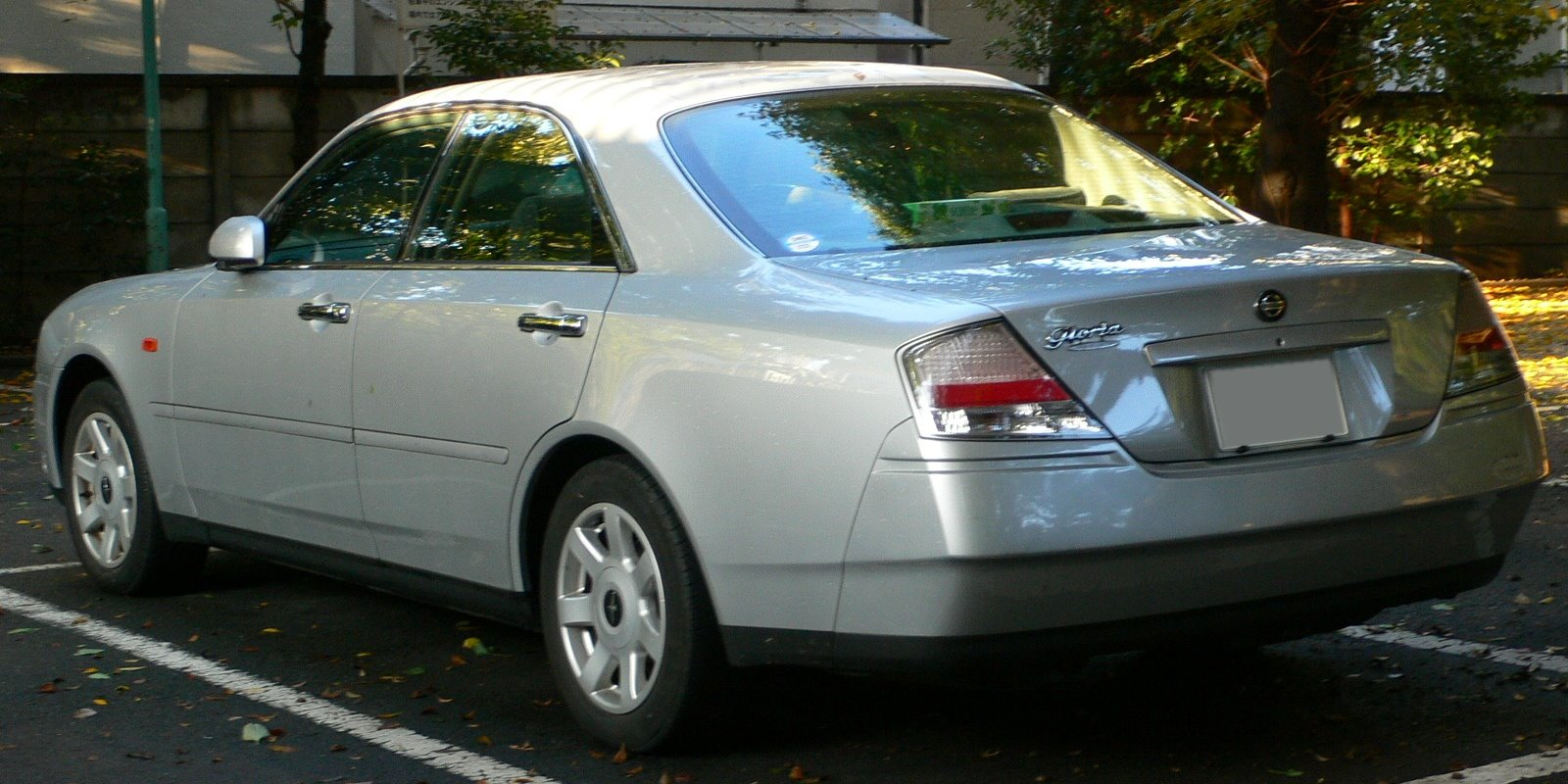
Il retro di una Nissan Gloria undicesima serie

Nel giugno 1999 comparve sui mercati l'ultima generazione di Nissan Gloria. Nell'ottobre 2004, la produzione di Gloria terminò dopo 46 anni di commercializzazione venendo sostituita dalla Nissan Fuga. L'undicesima serie di Gloria è stata anche la base dell'Infiniti M45 commercializzata in Nord America. Era disponibile solo con carrozzeria berlina quattro porte. Anche questa generazione di Gloria era a trazione posteriore oppure integrale, e a motore anteriore, mentre il cambio era automatico a quattro marce oppure continuo.
Le motorizzazioni a benzina offerte erano composte da un propulsore motore V6 a iniezione elettronica da 2,5 L di cilindrata e 207 CV di potenza, da un motore a sei cilindri in linea a iniezione elettronica sovralimentato da 2,5 L e 245 CV, da un motore V6 a iniezione elettronica da 3 L e 227 CV, e da un motore V6 a iniezione elettronica sovralimentato da 3 L e 266 CV. Non erano più offerti motori Diesel.